# Giuseppe Turani
Giuseppe Turani (Voghera, 29 aprile 1941 – Stradella, 7 gennaio 2021) è stato un giornalista italiano.

## Biografia
Si laureò in economia alla facoltà di economia e commercio dell'Università Bocconi a Milano.
Nel 1970 entrò nella redazione del settimanale L'Espresso, occupandosi della sezione economia e finanza e diventandone direttore. Nel dicembre 1974 vinse con Eugenio Scalfari il Premiolino per Razza padrona. Nel 1976 passò al neonato quotidiano la Repubblica, dove fu responsabile della sezione economica. In seguito diventò curatore della casa editrice Edizioni di Comunità (Mondadori - Olivetti).
Negli anni ottanta diventò curatore ed editorialista di alcuni programmi televisivi della Rai dedicati a temi economici e finanziari. Nel 1986 ritorna a Repubblica come direttore del primo supplemento settimanale del quotidiano romano: Affari e finanza, che usciva tutti i lunedì. Successivamente assunse la guida della redazione di Milano del quotidiano romano. Nel 1987 ricevette il Premio Siena e MontePaschi per il giornalismo economico.
Alla fine del 1989 lasciò di nuovo la Repubblica. Dal 1990 al 1992 fu editorialista del Corriere della Sera, del mensile Capital e dei settimanali L'Europeo e Il Mondo. Nel 1993 tornò a scrivere come opinionista ed editorialista de la Repubblica, riprendendo la direzione di Affari e Finanza.
Nel 1994 fu coinvolto nel caso "Penne Pulite", con l'accusa di essere stato pagato dal gruppo Ferruzzi e dalla finanziaria milanese Ifm.
Il procedimento penale per tutte le accuse contro di lui venne archiviato l'anno seguente con la motivazione – tra le altre – che l'accusa infondata fosse basata su dichiarazioni "del tutto generiche e prive di ogni riscontro".
Dal 2001 all'estate del 2007 fu direttore di Affari & Finanza e successivamente diventa direttore della rivista economica Uomini & Business.
Il 7 gennaio del 2021 è morto dopo essere stato ricoverato il giorno precedente, in seguito a un malore, presso l'ospedale di Stradella.

## Opere
- Razza padrona. Storia della borghesia di stato, con Eugenio Scalfari, Milano, Feltrinelli, 1974.
- Montedison il grande saccheggio, Milano, Mondadori, 1977.
- La svolta del '78. Il sindacato e il Pci dall'intervista di Lama alla Conferenza operaia di Napoli, con Stefano Bevacqua, Milano, Feltrinelli, 1978.
- Padroni senza cuore, Milano, Rizzoli, 1980.
- Il secondo pianeta, con Umberto Colombo, Milano, Mondadori, 1982.
- Annuario 1984, con Luigi Zanda, Milano, Mondadori, 1984.
- Perché loro. Armani, Baudo, Berlusconi, Biagi, Dalla, De Benedetti, Eco, Falcao, Forattini, Nicolini, Pertini, Scalfari, con Nello Ajello, Natalia Aspesi, Gianni Borgna, Omar Calabrese, Mino Monicelli, Paolo Murialdi, Domenico Porzio, Alberto Statera, Lietta Tornabuoni, Sergio Turone, Sergio Valentini, Roma-Bari, Laterza, 1984.
- I signori della Borsa, a cura di, Roma, Editoriale l'Espresso, 1984.
- L'Avvocato. 1966-1985, il capitalismo italiano tra rinuncia e ripresa, Milano, Sperling & Kupfer, 1985.
- 1985-1995, il secondo miracolo economico italiano. Istruzioni per l'uso, Milano, Sperling & Kupfer, 1986. ISBN 88-200-0586-7.
- Come si gioca in borsa, Milano, Sperling & Kupfer, 1986. ISBN 88-200-0562-X.
- Briganti e gentiluomini della finanza italiana, Milano, Sperling & Kupfer, 1987. ISBN 88-200-0657-X.
- La locomotiva Italia, Milano, Sperling & Kupfer, 1987. ISBN 88-200-0740-1.
- L'ingegnere, Milano, Sperling & Kupfer, 1988. ISBN 88-200-0760-6.
- Mondadori: la grande sfida, con Delfina Rattazzi, Milano, Rizzoli, 1990. ISBN 88-17-84021-1.
- Raul Gardini, con Delfina Rattazzi, Milano, Rizzoli, 1990. ISBN 88-17-84049-1.
- I soldi degli altri, Milano, Sperling & Kupfer, 1991. ISBN 88-200-1181-6.
- Anche i presidenti si incazzano, dichiarazioni di Francesco Cossiga a cura di, Milano, Sperling & Kupfer, 1991. ISBN 88-200-1305-3.
- Nell'inferno del golfo, Milano, Rizzoli, 1991. ISBN 88-17-84124-2.
- Dal superboom alla supercrisi, Milano, Rizzoli, 1992. ISBN 88-17-84227-3.
- Le ragioni di una svolta, con Giorgio La Malfa, Milano, Sperling & Kupfer, 1992. ISBN 88-200-1363-0.
- I saccheggiatori, con Cinzia Sasso, Milano, Sperling & Kupfer, 1992. ISBN 88-200-1466-1.
- L'Italia spaccata. Ritratto di un Paese sfortunato e grandioso, sempre sospeso fra il crack e la salvezza. Ritratto di un Paese sempre più diviso fra Nord e Sud. Spesso in preda a nani, ballerine e Cavalieri, Bergamo, Edizioni Larus, 1996. ISBN 88-7747-958-2.
- I sogni del grande Nord, Bologna, Il mulino, 1996. ISBN 88-15-05721-8.
- Scappiamo in Europa. L'ultima occasione per salvarci dallo sfascio, Milano, Baldini & Castoldi, 1997. ISBN 88-8089-277-0.
- Il miracolo economico mondiale, Milano, Baldini & Castoldi, 1997. ISBN 88-8089-375-0.
- Perché abbiamo il peggior capitalismo del mondo. [Dal miracolo degli anni '50 e '60 alla vicenda Parmalat], Milano, Sperling & Kupfer, 2004. ISBN 88-200-3620-7.
- La nuova razza padrona, Milano, Sperling & Kupfer, 2004. ISBN 88-200-3771-8.
- I quattro dell'opa selvaggia, Milano, Sperling & Kupfer, 2005. ISBN 88-200-3968-0.
- Viva il capitalismo, Milano, Sperling & Kupfer, 2009. ISBN 978-88-200-4756-6.
- Gli ultimi giorni della FIAT, Milano, Sperling & Kupfer, 2010. ISBN 978-88-200-4941-6.
- L'altra rossa. [Il romanzo della Ducati dalle origini a Valentino Rossi], Milano, Sperling & Kupfer, 2011. ISBN 978-88-200-5031-3.
- Indimenticabili. Storie di donne fuori dall’ordinario, Bologna, Minerva Soluzioni Editoriali, 2017. ISBN 978-88-3324-056-5.

## Articoli
- Con zero disoccupati il Paese è infelice, su caffe.ch, 28 agosto 2016.